# 関宿城
関宿城（せきやどじょう）は、千葉県野田市関宿三軒家にあった日本の城。室町時代に簗田満助または簗田成助によって築かれたとされ、以降簗田氏嫡流の関宿簗田家の居城になったと伝わる。江戸時代には関宿藩の藩庁が置かれた。廃藩置県後は天皇家の物となった（大正宮内庁管轄）。

## 概要
江戸川をさえぎるような縄張りを持っていた。利根川水系等の要地であり、関東の水運を押さえる拠点であった。
戦国時代には関東の中心部における最重要拠点であった。関東の制圧を目論む北条氏康は「この地を抑えるという事は、一国を獲得する事と同じである」とまで評した。
戦国時代末期には、北条方と上杉方の間で激しい争奪戦が繰り広げられた（関宿合戦）。北条氏康・氏政・氏照父子が、上杉謙信・佐竹義重の援助を受けた簗田晴助の守る関宿城を、3度に渡り攻撃。最終的には北条氏がこれを制し、北関東進出の拠点とした。
建造物としては（譜代大名クラスの城によくある事例だが）「御三階櫓」と呼ばれる天守状の櫓が代用として建築され、『正保城絵図』には土塁上に茅葺き屋根の三重櫓が建ち、1671年に再建された際には江戸城の富士見櫓を模して再建されたという。現在千葉県立関宿城博物館に御三階櫓を模した模擬櫓があるが、この模擬櫓は1995年に建てられたもので、城跡とは無関係な場所に建てられている。藩政時代に御三階櫓が築かれた場所は河川改修により旧状をとどめていない。
河川改修および圃場整備のため遺構の保存状態は良くない。現在は本丸跡の一部と空堀跡が僅かに残るに過ぎない。建造物に関しては、埋門と大手門と伝わる門が市内に、関宿城の城門と伝わる薬医門が逆井城に、それぞれ移築され現存する。
また、市内関宿台町にある元藩主久世家の菩提寺である実相寺の客殿は、文久2年（1862年）に坂下門外の変、また公武合体（または外交方針である航海遠略策）の失敗などの責任を問われ、失脚した前老中の久世広周が謹慎した関宿城本丸新御殿の一部を明治4年（1871年）に移築したものと伝わり、市の名所となっている。

## 年表
- 1457年 - 古河公方家臣・簗田成助が下総国関宿に築城？
- 1558年 - 古河公方・足利義氏が簗田晴助を古河城と交換する形で、入城する[2]
- 1565年 - 1574年 - 3度の関宿合戦（北条氏康・氏政・氏照vs城主簗田晴助（上杉方））
- 1590年 - 小田原征伐後、松平康元が入城、関宿藩興す
- 1671年 - 天守破損、御三階櫓を江戸城富士見櫓を模して建築
- 1742年（寛保2年） - 寛保二年江戸洪水により利根川上流部の舞木・赤岩・北河原及び新川通が破堤し、関宿城下に甚大な被害をもたらし、城郭も大破[3]。
- 1870年 - 外曲輪焼失
- 1872年 - 廃城決定
- 1875年 - 民間払い下げ、破却
- 1995年 - 千葉県立関宿城博物館として再建

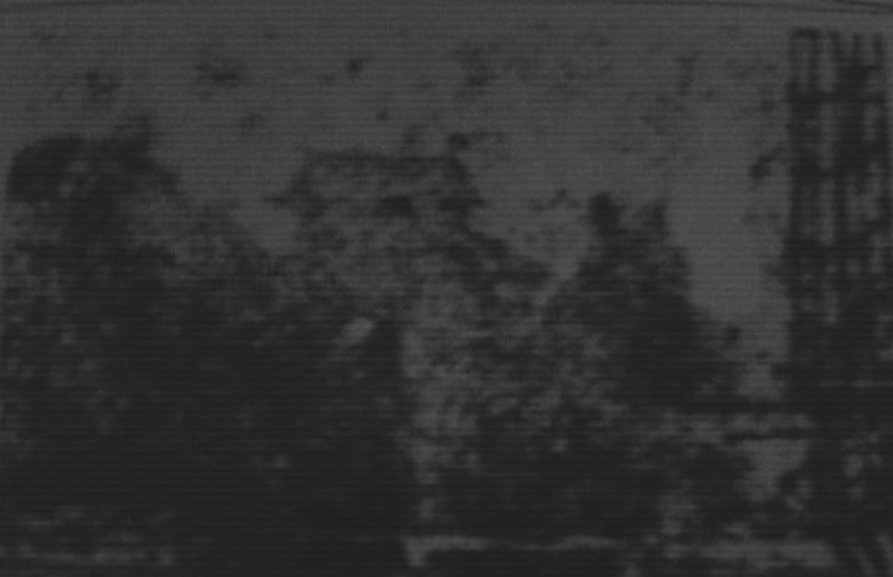
関宿城（明治初期撮影）

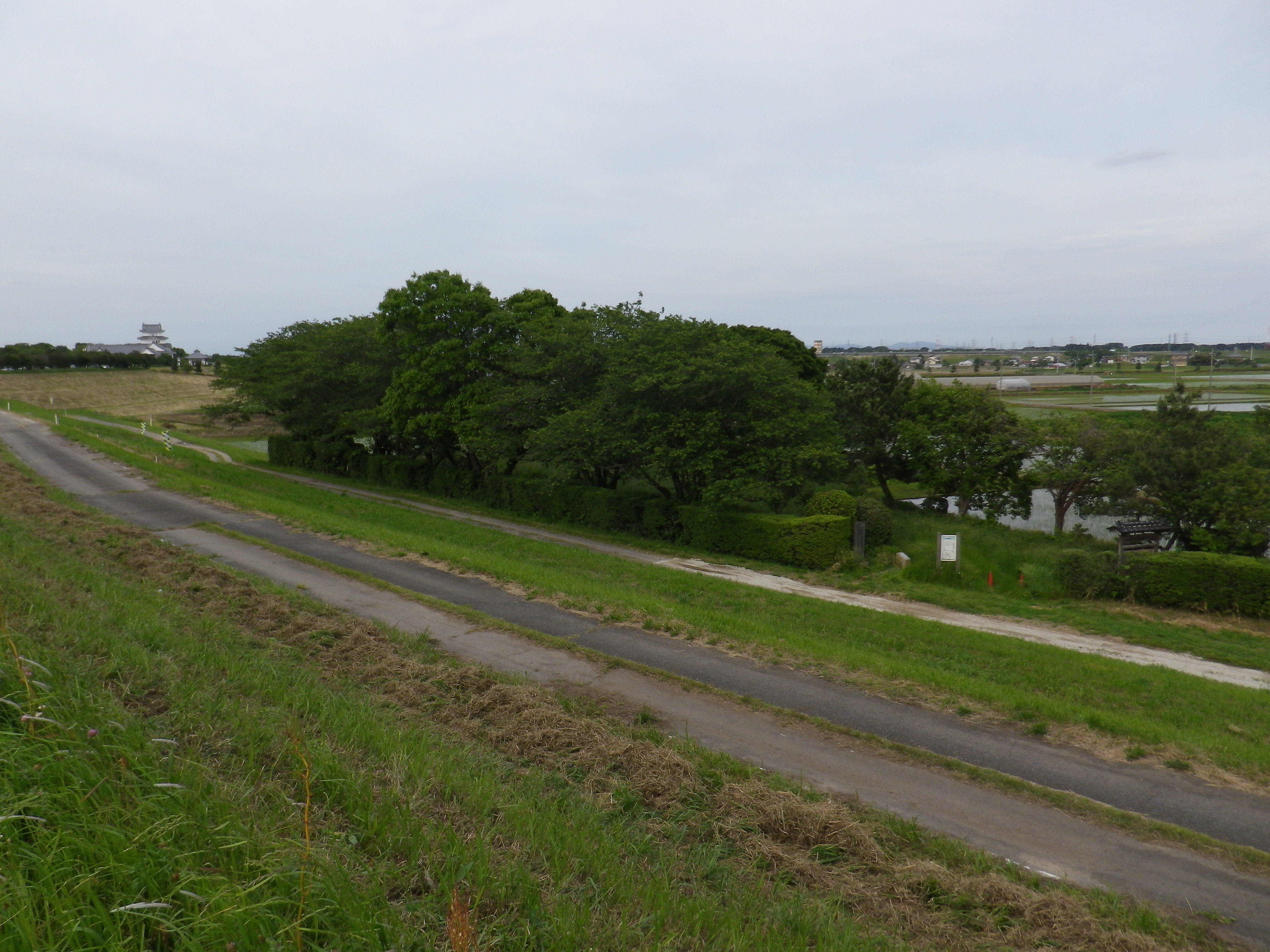
関宿城址（本丸跡）と模擬櫓遠景

## 歴代城主
1. 松平康元 - 徳川家康の異父弟
2. 松平忠良
3. 松平重勝
4. 小笠原政信
5. 小笠原貞信
6. 北条氏重
7. 牧野信成
8. 牧野親成
9. 板倉重宗
10. 板倉重郷
11. 板倉重常
12. 久世廣之
13. 久世重之
14. 牧野成貞
15. 牧野成春 - 1693年に成貞の養子となる
16. 久世重之
17. 久世暉之
18. 久世広明 - 1743年に暉之の養子となる
19. 久世広誉
20. 久世広運 - 関宿藩校教倫館をつくる
21. 久世広周
22. 久世広文
23. 久世広業 - 最後の城主

## 関宿城に関連する作品
国枝史郎『大鵬のゆくえ』に次のように描かれている。

## 交通アクセス

### 自動車
- 国道16号野田市中里陸橋から25分
- 首都圏中央連絡自動車道（圏央道）境古河インターチェンジから13分、五霞インターチェンジから15分
- 新4号国道幸手市菱沼交差点から10分

### バス
- 川間駅北口から朝日バス（境町行き）約32分、新町バス停下車、徒歩15分
- 東武動物公園駅東口から朝日バス（境車庫行き）27分、新町バス停下車、徒歩15分
- 川間駅南口からまめバスで北ルートから「いちいのホール」で乗り換え「関宿城ルート」へ　約70分～120分、関宿城博物館　下車